# 鳥羽川

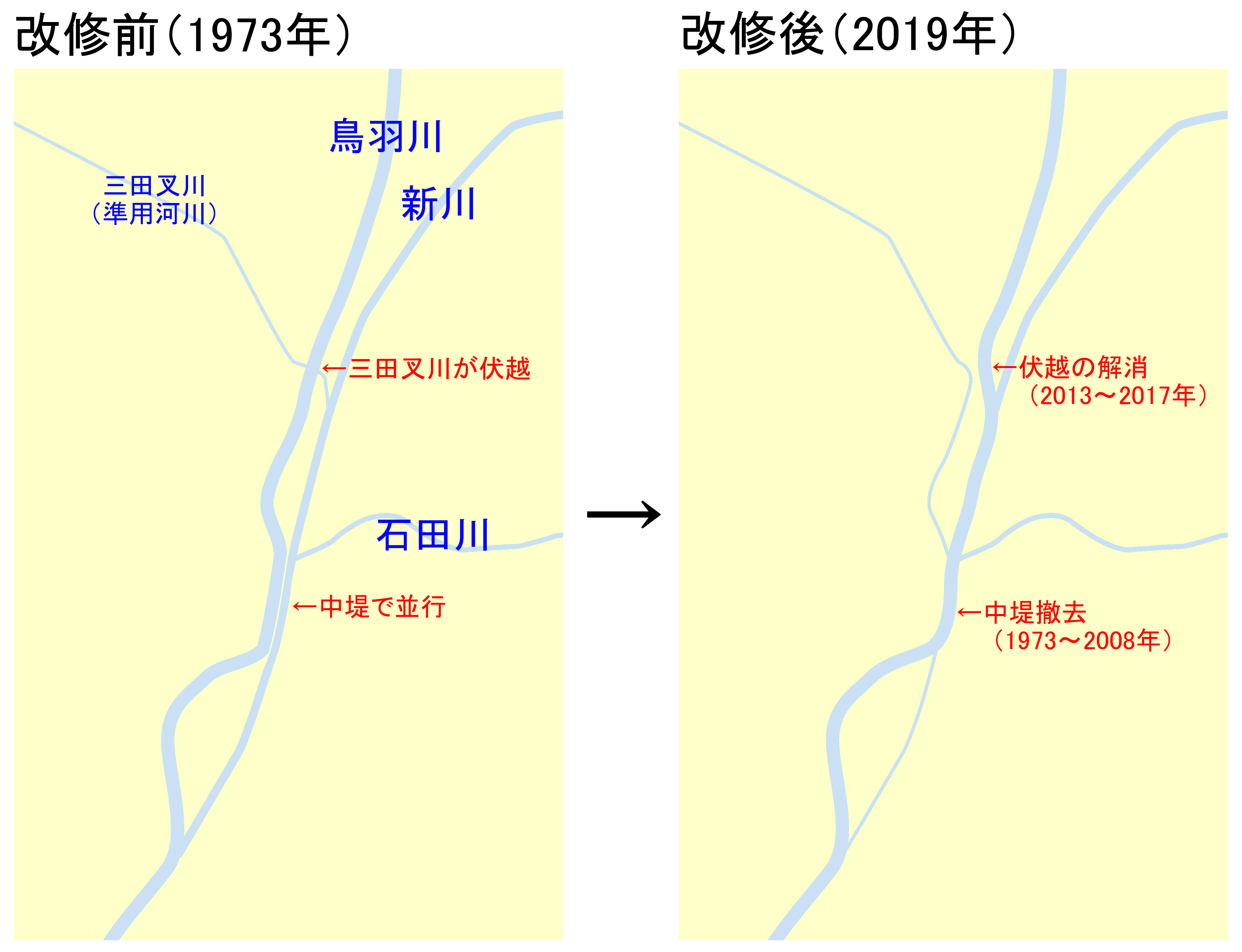
1973年から2019年に行われた河川改修の前後比較

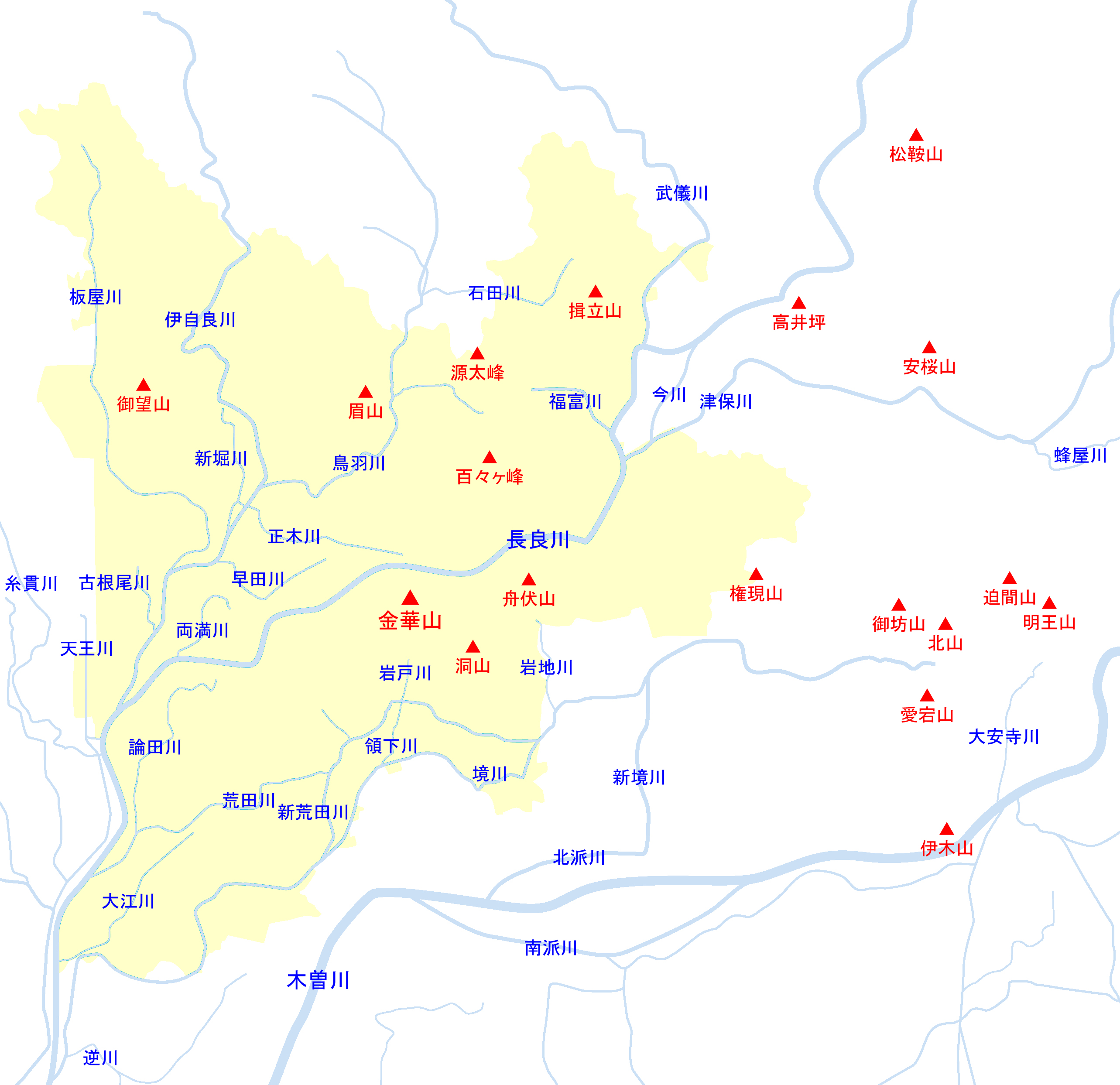
岐阜市周辺主要河川の位置関係図

鳥羽川（とばがわ）は、木曽川水系の一級河川。岐阜県山県市・岐阜市を流れる。伊自良川・長良川を経て伊勢湾に至る木曽川の3次支川。
河川名の表記は現在は『鳥羽川』に統一されているが、戸羽川と表記されることもあり、岐阜市岩崎の旧国道256号（高富街道）にあるバス停名は「戸羽川」が残っている。
なお、「鳥羽川」の名称で呼ばれるのは、一級河川に指定されている山県市大桑の斧田より下流であり、それより上流では「大桑川（おおががわ）」と呼ばれてる。

## 地理
岐阜県山県市の平井坂峠付近が水源。途中、新川、石田川、末洞川、天神川などを合流し、岐阜市正木付近で伊自良川と合流する。
1891年（明治24年）に発生した濃尾地震では、根尾谷断層系の南部を構成する梅原断層の北西側で2mの沈降が発生し、湛水量200万立方メートルもの天然ダムが形成された。この地区は肥沃な水田地帯であったことから、地震翌年の1892年（明治25年）に天然ダムの解消に着手。断層の頂上となる高さまでほぼ水平になるよう、上流部より人工土手を築くとともに、人工土手の下にトンネルを設け支流の河川を交差させ、高低差の無くなる約2キロ先で合流させる大規模な工事を行い、水田を回復させた。
しかし、その後も鳥羽川は伊自良川合流地点まで蛇行も多いことから、大雨のたびに氾濫を繰り返してきた。特に1976年（昭和51年）の台風17号では、濃尾地震で形成された天然ダムと同規模の浸水が発生。被害は、床上浸水6,500戸余、床下浸水10,000戸以上で被害総額は382億円に及んだ。三田叉川はサイホンによって鳥羽川の下を通過するため流下能力が悪く、ハザードマップでも三田叉川沿いにある山県市役所付近において1m～2mの浸水が想定されていた。
1973年度（昭和48年度）より、川幅の拡幅や河床掘削、複雑になっていた河川の合流をスムーズにする鳥羽川改修事業に着手。2004年度（平成16年度）までに鳥羽川と新川の間にあった中堤を撤去。2013年度（平成25年度）には、鳥羽川の下を通過する三田叉川のサイホン解消作業に着手し、鳥羽川を蛍橋付近から東隣の新川と合流させ付け替えるとともに、三田叉川を旧鳥羽川の流路に入れ替える工事が行われた。
サイホンが解消することより、鳥羽川の拡幅と掘り下げが可能になり、鳥羽川の流下能力は大幅に改善される見込みである。2019年度（令和元年度）に事業が終了し、鳥羽川と新川の合流部（新川大橋付近）より下流1,600mの名称は新川から鳥羽川に変更された。
岐阜市下土居には河川改修によって広くなった河川敷に、鳥羽川緑地が設けられている。
国道256号のバイパスが3回、川を渡る（岩崎・粟野バイパスが2回、佐賀・粟野バイパスが1回）。高富バイパスが全線開通すると4回になる。

## 主な橋
傾向区間が多い国道256号は、殿橋・北街道橋・新川大橋・富岡橋などが架かる。